# Pèmfig
El pèmfig és un grup rar de malalties autoimmunitàries amb ampul·les (butllofes) que afecten la pell i les mucoses. El nom deriva de l'arrel grega «pemfix», que significa «pústula».
En el pèmfig, es formen autoanticossos contra la desmogleïna. La desmogleïna forma la «cola» que uneix cèl·lules epidèrmiques adjacents a través de punts d'unió anomenats desmosomes. Quan els autoanticossos ataquen les desmogleïnes, les cèl·lules es separen les unes de les altres i l'epidermis es desprèn, un fenomen anomenat acantòlisi. Això provoca butllofes que desapareixen i es converteixen en nafres. En alguns casos, aquestes butllofes poden cobrir una àrea important de la pell.
Originalment, la causa d'aquesta malaltia era desconeguda i s'utilitzava el terme «pèmfig» per referir-se a qualsevol malaltia ampul·lar de la pell i mucoses. El 1964, es va trobar que la sang dels pacients amb pèmfig contenia anticossos contra les capes de pell que se separen per formar les butllofes. El 1971 es va publicar un article que investigava la naturalesa autoimmunitària d'aquesta malaltia.

## Tipus
Hi ha diversos tipus de pèmfig que tenen una gravetat diferent: pèmfig vulgar, pèmfig foliaci, dermatosi IgA neutrofílica intraepidèrmica i pèmfig paraneoplàstic. Les lesions cutànies causades pel pèmfig poden provocar infeccions mortals, de manera que el tractament és extremadament important.
- El pèmfig vulgar (PV) és la forma més comuna del trastorn i es produeix quan els anticossos ataquen la desmogleïna 3. Les nafres sovint s'originen a la boca, cosa que dificulta i incomoda l'alimentació. Tot i que el pèmfig vulgar pot aparèixer a qualsevol edat, és més freqüent entre persones d'entre 40 i 60 anys. És més freqüent entre els asquenazites. Poques vegades s'associa a la miastènia greu. La malaltia de les ungles pot ser l'únic descobriment i té un valor pronòstic pel tractament.[8]
- El pèmfig foliaci (PF) és la menys greu de les tres varietats. La desmogleïna 1, la proteïna objectiu de l'autoanticòs, s'enriqueix a les capes superiors de la pell. El PF es caracteritza per ferides escorçades que sovint comencen al cuir cabellut i poden desplaçar-se cap al pit, l'esquena i la cara. No es produeixen llagues bucals. Aquesta forma també és freqüent entre els asquenazites. No és tan dolorós com el pèmfig vulgar i sovint es diagnostica malament com dermatitis o èczema.[9]
- La dermatosi IgA neutrofílica intraepidèrmica es caracteritza histològicament per ampul·les intraepidèrmiques amb neutròfils, alguns eosinòfils i acantòlisi.[10]
- El tipus de pèmfig menys comú i més greu és el pèmfig paraneoplàstic (PNP). Aquest trastorn és una complicació del càncer, generalment del limfoma i de la malaltia de Castleman. Pot precedir el diagnòstic del tumor. Apareixen llagues doloroses a la boca, als llavis i a l'esòfag. En aquesta varietat de pèmfig, el procés de la malaltia sovint afecta els pulmons, causant una bronquiolitis obliterant (bronquiolitis constrictiva). Tot i que és molt menys freqüent, encara es troba amb més freqüència en la població jueva asquenazi. L'eliminació completa i/o la curació del tumor pot millorar la malaltia de la pell, però el dany pulmonar és generalment irreversible.
- El pèmfig foliaci endèmic, inclòs el fogo selvagem, una nova variant del pèmfig foliaci endèmic a El Bagre (Colòmbia), i del pèmfig endèmic tunisià.[11]

La malaltia de Hailey-Hailey, també anomenada pèmfig benigne familiar, és una malaltia hereditària de la pell, no una malaltia autoimmunitària. Per tant, no es considera part del grup dels pèmfigs.